# Henry Havelock
Sir Henry Havelock (Bishopwearmouth, 5 aprile 1795 – Lucknow, 24 novembre 1857) è stato un militare britannico.
La sua carriera è particolarmente legata all'India e alla di riconquista di Cawnpore (ora Kanpur) durante la Ribellione indiana del 1857.

## Gioventù
Henry Havelock nacque a Bishopwearmouth (ora Sunderland), figlio di William Havelock, un ricco costruttore navale, e di Jane, figlia dell'avvocato John Carter di Stockton-on-Tees. Era il secondo di quattro fratelli, tutti entrati nell'esercito. Quando era ancora bambino, la famiglia si trasferì a Greenhithe, dove la madre morì nel 1811. Dal gennaio 1800 all'agosto 1804 frequentò la Dartford Grammar School come pensionante presso il reverendo John Bradley, dopo di che fu collocato con il fratello maggiore nella pensione del dottor Raine, preside della Charterhouse School, dove restò fino all'età di 17 anni. Havelock aveva da poco lasciato la Charterhouse, quando il padre perse la sua fortuna a causa di una speculazione, e la famiglia si trasferì a Clifton.
In accordo con il desiderio della madre, nel 1813 entrò nel Middle Temple. Fu però costretto a fare affidamento sulle proprie risorse e ad abbandonare gli studi. Il 30 luglio 1815, grazie all'auito di suo fratello William, che si era distinto nella guerra d'indipendenza spagnola e nella battaglia di Waterloo, ottenne il posto di sottotenente nel 95º Reggimento di fanteria (Rifle Brigade) e fu assegnato alla compagnia del capitano Harry Smith, che lo incoraggiò a studiare storia militare e arte della guerra. Havelock fu promosso tenente il 24 ottobre 1821. Durante i successivi otto anni di servizio in Inghilterra acquisì una buona conoscenza della teoria della guerra.

## India
Non vedendo prospettive di servizio attivo, decise di andare in India e alla fine del 1822 si trasferì nel 13º Reggimento di fanteria leggera, allora comandato dal maggiore Robert Sale, e si imbarcò per l'India sul General Kyd nel gennaio 1823. Prima dell'imbarco studiò con successo le lingue persiana e indostana sotto la guida di John Borthwick Gilchrist. Durante il viaggio il tenente James Gardner seppe risvegliare in Havelock le convinzioni religiose che si erano assopite dopo la morte della madre, ma che da quel momento divennero il principio guida della sua vita.
Havelock prestò servizio con distinzione nella prima guerra anglo-birmana (1824-1826), dopodiché tornò in Inghilterra e  sposò Hannah Shepherd Marshman, figlia del missionario Joshua Marshman. In quel periodo divenne battista, e fu battezzato da John Mack a Serampore. Introdusse nell'esercito alcune idee missionarie e iniziò la distribuzione di bibbie a tutti i soldati. Introdusse lo studio della bibbia per tutti i gradi e istituì i primi servizi non ecclesiastici per il personale militare.

### Prima guerra anglo-afghana

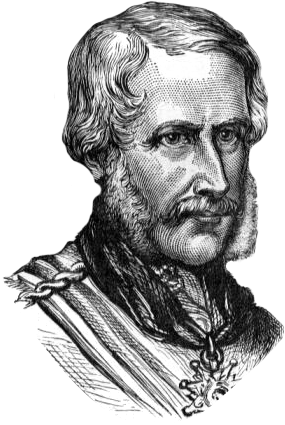
Incisione del generale Havelock dal libro del 1886 True Stories of the Reign of Queen Victoria di Cornelius Brown

Quando nel 1839 Havelock prese parte alla prima guerra anglo-afghana, fu promosso al grado di capitano. Fu presente come aiutante di campo di Willoughby Cotton alla presa di Ghazni e all'occupazione di Kabul. Dopo un breve periodo trascorso nel Bengala per curare la pubblicazione delle sue Memoirs of the Afghan Campaign, tornò a Kabul con il compito di occuparsi le reclute e divenne interprete del generale William George Keith Elphinstone.
Nel 1841, aggregato alle forze di Robert Sale, partecipò al celebre superamento delle trincee dei Ghilji e ai combattimenti da Tezeen a Jalalabad. Qui, dopo molti mesi di assedio, la sua colonna fece una sortita in massa e sconfisse Wazir Akbar Khan il 7 aprile 1842. Fu quindi nominato vice luogotenente generale della divisione di fanteria a Kabul, e in settembre assistette agli scontri di Jagdalak e di Tezeen e alla liberazione dei prigionieri britannici a Kabul, e insieme a Colin Mackenzie assunse un ruolo di primo piano a Istalif. Successivamente partecipò alla campagna di Gwalior come interprete persiano di Hugh Gough, distinguendosi nella battaglia di Maharajpur. Si distinse anche durante la prima guerra anglo-sikh, nelle battaglie di Mudki, Ferozeshah e Sobraon.
Nel tempo libero, Havelock redigeva dettagliati rapporti sugli scontri e sulle battaglie in cui si era trovato coinvolto. I suoi scritti giunsero in Inghilterra e furono riportati dalla stampa dell'epoca. Per i suoi servizi militari fu nominato vice aiutante generale a Bombay. Fu trasferito dal 13º Reggimento di fanteria al 39º Reggimento fanteria e poi, come secondo maggiore, nel 53º Reggimento di fanteria all'inizio del 1849. Poco dopo partì per l'Inghilterra, dove trascorse due anni e fu coinvolto nella gestione del Stepney Baptist Academy. Tornò in India nel 1852 con un'ulteriore promozione: fu nominato quartiermastro generale, promosso colonnello effettivo e nominato aiutante generale nel novembre 1854.

### Ribellione indiana del 1857

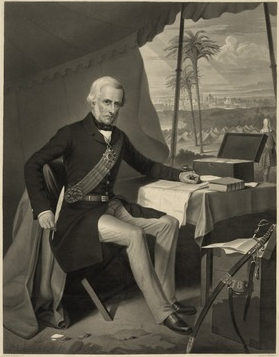
Sir Henry Havelock: Hero of Lucknow, The Halifax Club, Nova Scotia

In quell'anno fu scelto da James Outram per comandare una divisione nella guerra anglo-persiana, durante la quale fu presente all'azione di Muhammerah contro le forze di Nasser al-Din Shah Qajar comandate da Khanlar Mirza. La pace con la Persia liberò le sue truppe proprio quando scoppiarono i moti indiani; fu scelto per comandare una colonna con i compiti di sedare i disordini ad Allahabad, di sostenere Henry Lawrence a Lucknow e Hugh Wheeler a Cawnpore, e di inseguire e eliminare  tutti gli ammutinati e gli insorti. Per tutto il mese di agosto Havelock guidò i suoi soldati verso nord attraverso l'Oudh, sconfiggendo, nonostante si trovasse in condizioni di forte inferiorità numerica, tutte le forze ribelli sul suo cammino. I suoi anni di studio delle teorie di guerra e le sue esperienze nelle campagne precedenti furono messi a frutto. In questo periodo Lady Canning scrisse di lui nel suo diario: "Il generale Havelock non è di moda, ma siamo convinti che farà bene". Nonostante questo tiepido elogio, Havelock si dimostrò l'uomo adatto all'occasione e si guadagnò una reputazione di grande condottiero.
Per tre volte avanzò per soccorrere Lucknow assediata, ma per due volte si trattenne per non rischiare di combattere con truppe debilitate dalle battaglie e dalle malattie. Alla fine arrivarono i rinforzi guidati da Outram, che assunse il comando. Con Havelock al comando dell'assalto, Lucknow fu liberata il 25 settembre 1857. Una secondo esercito ribelle assediò nuovamente la città e questa volta Havelock e le sue truppe rimasero intrappolati all'interno del blocco.
A Lucknow Havelock morì di dissenteria il 24 novembre 1857, pochi giorni dopo la fine dell'assedio. Visse abbastanza a lungo da ricevere la notizia che sarebbe stato creato baronetto per le prime tre battaglie della campagna, ma non seppe mai del titolo di maggiore generale che gli fu conferito poco dopo. Come baronetto, ricevette una pensione di 1000 sterline all'anno votata dal Parlamento. Fu anche nominato colonnello del 3º Reggimento di fanteria (The Buffs) a dicembre, poiché la notizia della sua morte non era ancora giunta in Inghilterra. Nel gennaio successivo il titolo di baronetto fu quindi conferito al figlio maggiore, Henry; alla vedova furono riconosciuti i diritti che le sarebbero spettati se il marito fosse sopravvissuto. Il Parlamento concesse inoltre alla vedova e al figlio una pensione di 1000 sterline all'anno ciascuno.

## Monumenti

### Statua a Trafalgar Square

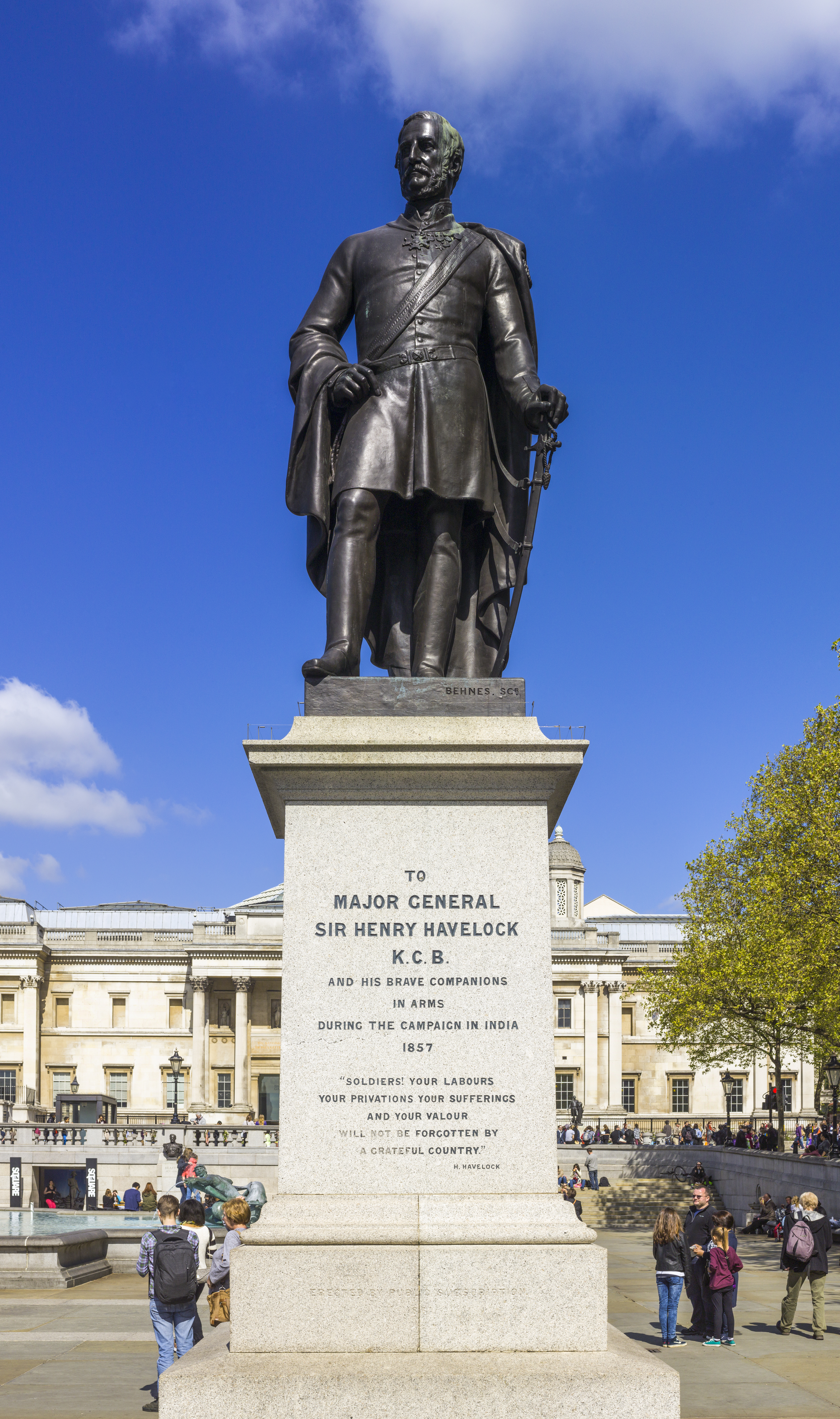
La statua del generale Havelock a Trafalgar Square, Londra

Una statua di Havelock, opera di William Behnes, si trova a Trafalgar Square. Nel 2000 scoppiò una polemica quando l'allora sindaco di Londra, Ken Livingstone, suggerì di sostituire la statua di Havelock, insieme a quella del generale Charles James Napier, con figure di personaggi "più rilevanti".

### Statua nel Mowbray Park

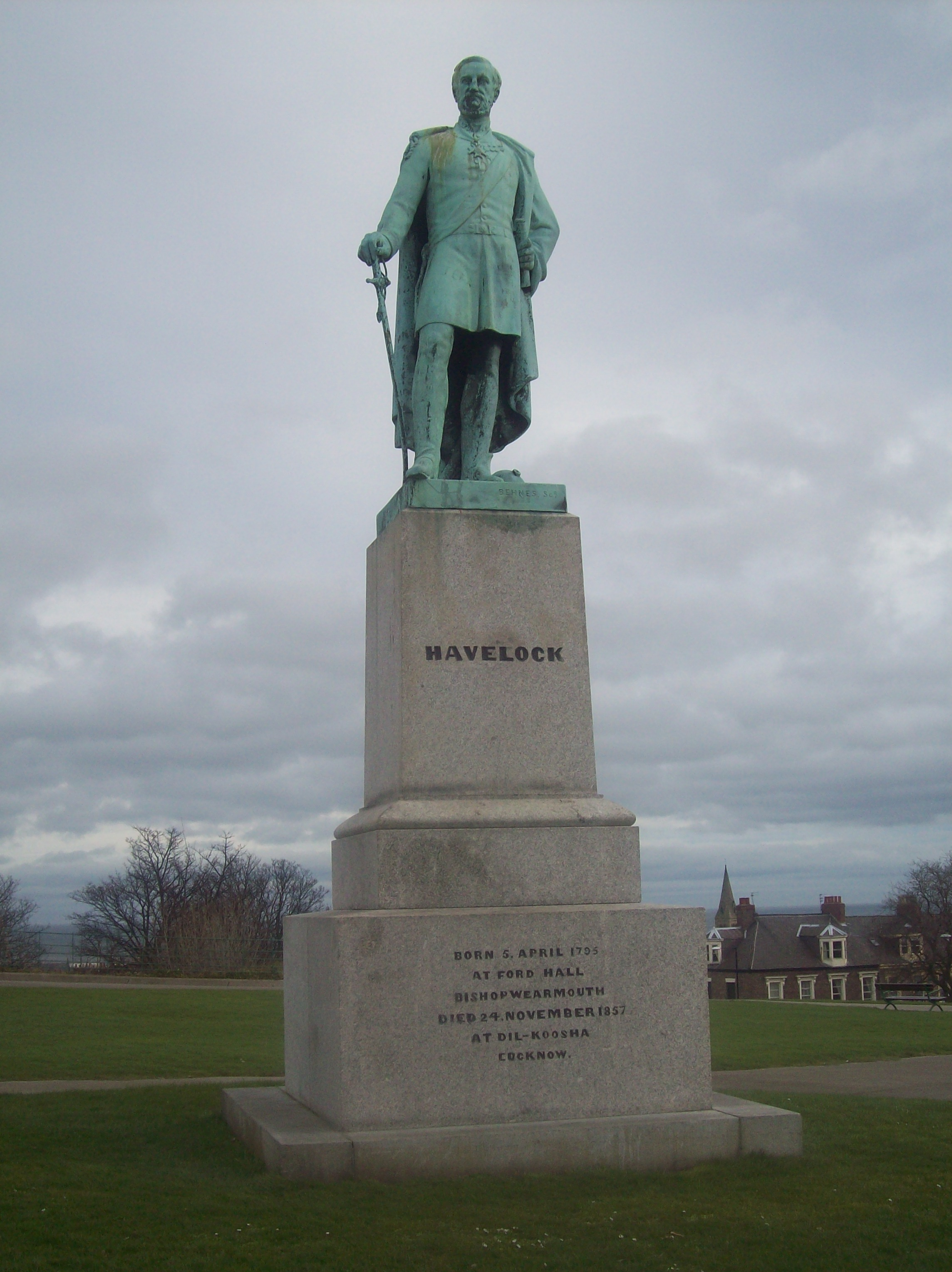
La statua del generale Havelock a Mowbray Park, Sunderland

William Behnes progettò anche la statua di Havelock in cima alla Building Hill nel Mowbray Park a Sunderland.  Due cannoni (repliche dei cannoni donati alla città di Sunderland dopo la guerra di Crimea) si trovano accanto alla statua, rivolti verso nord e dominanti la vista sul parco. La statua invece guarda a ovest, verso la casa natale di Havelock.

### Tomba a Lucknow

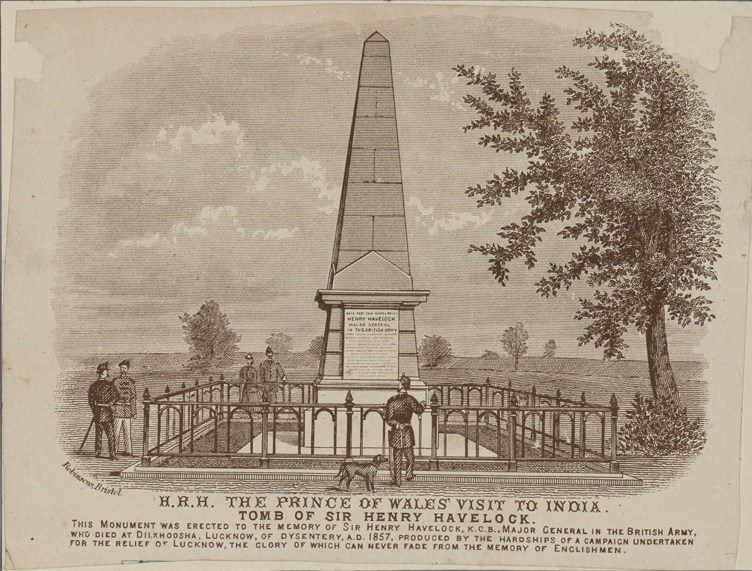
La tomba di Sir Henry Havelock

Un imponente monumento alla memoria di Havelock fu eretto dai suoi figli, dalla vedova e dalla famiglia. La sua tomba si trova ancora oggi nella zona di Chander Nagar – Alambagh di Lucknow.

## Nella cultura popolare
Havelock, chiamato Gravedigger Havelock ("Havelock il Becchino"), appare come personaggio in alcuni romanzi della serie The Flashman Papers di George MacDonald Fraser (Flashman,, Flashman and the Mountain of Light e Flashman in the Great Game). In essi è ritratto come un ufficiale molto competeUlteriori letture(EN) George MacDonald Fraser, Flashman : from the Flashman papers, 1839-1842, 1969.(EN) George MacDonald Fraser, Flashman and the Mountain of Light, 1991.(EN) George MacDonald Fraser, Flashman in the Great Game (the Flashman Papers, Book 8), 2006.nte e un uomo eccezionalmente religioso.